# اسطوره آفرینش

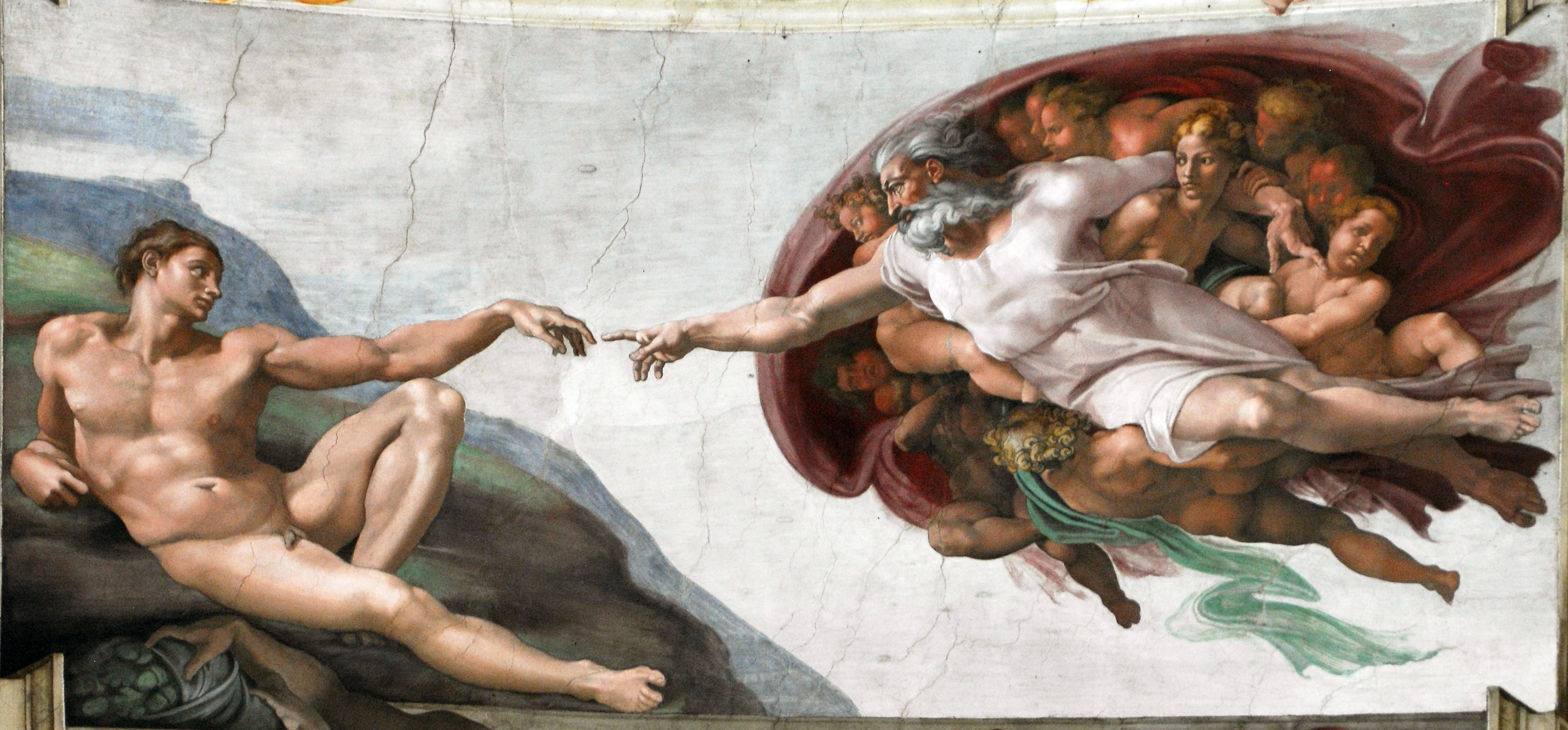
آفرینش آدم، اثر میکل آنژ

اُسطورهٔ آفرینش (انگلیسی: Creation myth or Cosmogonic myth)  یا داستان آفرینش، روایتی نمادین در یک فرهنگ و در میان مردم است که دربارهٔ آغاز جهان و چگونگی پیدایش مردم سخن می‌گوید. این افسانه ها بیش‌تر به‌صورت دهان‌به‌دهان نقل می‌گردند و شایع‌ترین شکل اسطوره در میان فرهنگ‌های مختلف بشری هستند. با وجود نبود پشتوانهٔ تاریخی، چنین اسطوره‌هایی در میان اعضای یک جامعه به‌عنوان حقایقی والا در نظر گرفته می‌شوند. این اسطوره‌ها تقریباً در تمامی مذاهب به چشم می‌خورند. برخی ویژگی‌ها در میان اسطوره‌های آفرینش مشترکند. در همگی این داستان‌ها یک طرح کلی و شخصیت‌های تأثیرگذار (خداگونه، انسانی، یا جانورانی که در بیش‌تر موارد توان سخن گفتن یا تغییر شکل سریع را دارند) وجود دارند و همگی در گذشته‌ای نامشخص و مبهم رخ داده‌اند. در تمامی این داستان‌ها سعی بر آن است تا به پرسش‌های عمیقی که آن جامعه با آن‌ها دست به گریبان است، پاسخ داده شود. اسطوره‌های آفرینش دیدگاه و نگرش افراد آن جامعه را نسبت به جهان نشان می‌دهند و چهارچوب هویت فرهنگی اعضای جامعه را معین می‌کنند.
اسطوره‌های آفرینش تعدادی ویژگی مشترک دارند. آن‌ها اغلب روایاتی مقدس به‌شمار می‌روند و می‌توان تقریباً در تمام سنت‌های دینی شناخته شده پیدایشان کرد. همه‌شان داستان‌هایی با طرح داستان و شخصیت‌هایی هستند که یا خدایان هستند، یا اشخاص انسان‌گونه، یا حیواناتی هستند که اغلب صحبت می‌کنند و به آسانی تغییر شکل می‌دهند. اغلب در گذشته‌ای تار و مبهم و نامشخص قرار گرفته‌اند که مورخ دین میرچا الیاده برای آن عبارت in illo tempore («در آن وقت») در نظر گرفته‌است. اسطوره‌های آفرینش برای جامعه‌ای که آن‌ها را مشترکاً در میان دارند پرسش‌هایی عمیق و معنی‌دار (هدفمند) را مورد ملاحظه قرار می‌دهد، که جهان‌بینی اصلی آن‌ها و آن چارچوب خودشناسی (به انگلیسی: Self-identity) فرهنگ و فرد در زمینه‌ای جهانی را ظاهر می‌سازد.
اسطوره‌های آفرینش با سنت شفاهی توسعه یافته‌اند، بنابراین معمولاً چندین نسخه از آن‌ها وجود دارد؛ که در سرتاسر فرهنگ انسان یافت می‌شوند، آن‌ها شایع‌ترین شکل اسطوره‌اند.

## تعاریف
تعاریف اسطوره آفرینش از منابع جدید:
- اسطوره آفرینش، روایت نمادینی از پیدایش جهان است که در بطن یک سنت و جامعه خاص شکل گرفته است. اسطوره‌های آفرینش نقشی محوری در ارزش‌گذاری جهان، جهت‌یابی انسان‌ها در پهنه هستی و شکل‌گیری الگوهای بنیادین زندگی و فرهنگ ایفا می‌کنند.[۱۲]
- اسطوره‌های آفرینش، روایتگر آغاز هستی هستند. هر فرهنگی اسطوره آفرینش خود را دارد؛ این اسطوره‌ها نخستین اسطوره‌های ما بوده و نخستین گام در آنچه می‌توان زندگی روانی گونه‌ها نامید، محسوب می‌شوند. ما به‌عنوان جوامع فرهنگی، خود را از طریق رؤیاهای جمعی که اسطوره‌های آفرینش یا کیهان‌زایی می‌نامیم، تعریف می‌کنیم. ... اسطوره‌های آفرینش با زبانی نمادین، حس هویت ما را در بستر جهان هستی تبیین می‌کنند و در این فرایند، اولویت‌های واقعی و نیز پیش‌داوری‌های حقیقی ما را برملا می‌سازند. تصورات ما از آفرینش، گویای بسیاری از جنبه‌های وجودی ما هستند.[۱۳]
- اسطوره‌های آفرینش اولیه، در جوامع مذهبی، با تبیین‌های فلسفی و کلامی همراه می‌شوند. اصطلاح اسطوره، در اینجا، به بیانی تخیل‌گرایانه از واقعیت بنیادین اشاره دارد که به‌صورت روایت ارائه می‌شود. ... اصطلاح آفرینش به آغاز چیزها، چه به اراده و عمل یک موجود متعالی، چه از طریق ظهور از یک منبع نهایی، یا به هر طریق دیگری اشاره دارد.[۱۴]

میرچا الیاده اسطوره‌شناس و دین‌پژوه نامدار، واژه اسطوره را در ارتباط با آفرینش این‌گونه تعریف می‌کند:
اسطوره، روایتگر تاریخ مقدس است؛ رویدادی را بازگو می‌کند که در زمان نخستین، دوران افسانه‌ای «آغازها» رخ داده است. به عبارت دیگر، اسطوره بیانگر نحوه پیدایش واقعیت از طریق اعمال موجودات فوق طبیعی است، خواه این واقعیت کل هستی، جهان، یا فقط بخشی از واقعیت مانند یک جزیره، گونه‌ای از گیاهان، رفتار خاص انسانی، یا یک نهاد باشد.

## تاریخچه
اسطوره‌های آفرینش از تاریخ باستان وجود داشته‌اند و نقش‌های مهمی در جامعه داشته‌اند. بیش از ۱۰۰ اسطوره آفرینش متفاوت کشف شده است، اما این تعداد تنها بخش کوچکی از تعداد اسطوره‌های آفرینشی است که گفته شده است.

### اسطوره‌های آفرینش چینی
چین نسبت به سایر کشورها و تمدن‌های پیشین، اسطوره‌های آفرینش بیشتری دارد که از گذشته تا به امروز حفظ شده و به نگارش درآمده‌اند.

## معنی و کارکرد
همه اسطوره‌های آفرینش از یک نظر، اسطوره علت‌شناختی هستند زیرا چگونگی پیدایش جهان و بشریت را توضیح می‌دهند. آن‌ها پاسخی برای پرسش‌های بنیادین انسان‌ها، مانند «من از کجا آمده‌ام؟» و «جهان چگونه به وجود آمده است؟» ارائه می‌دهند. اسطوره‌ها همچنین می‌توانند برای آموزش و انتقال ارزش‌ها و باورهای فرهنگی استفاده شوند. آن‌ها می‌توانند به مردم کمک کنند تا در مورد جهان و جایگاه خود در آن درک بهتری داشته باشند.
متخصصان مردم‌شناسی و انسان‌شناسی که به مطالعه اسطوره‌های آفرینش می‌پردازند، می‌گویند که در عصر مدرن، متکلمان برای یافتن معنای انسان به مکاشفه مراجعه می‌کنند و دانشمندان با استفاده از تجربه‌گرایی و عقلانیت به بررسی کیهان‌شناسی می‌پردازند؛ اما اسطوره‌های آفرینش، واقعیت انسانی را با مفاهیم بسیار متفاوتی تعریف می‌کنند.
در گذشته، مورخان دین و دیگر محققان حوزه اسطوره، این داستان‌ها را به‌عنوان شکلی از علم یا منشأ فرگشتی ادیان می‌دانستند و آن‌ها را به معنای واقعی یا منطقی تحلیل می‌کردند؛ اما امروزه، این اسطوره‌ها به‌عنوان روایت‌های نمادینی دیده می‌شوند که باید در چارچوب فرهنگ خود درک شوند. چارلز لانگ می‌نویسد: «موجوداتی که در اسطوره‌ها به آن‌ها اشاره شده است، مانند خدایان، حیوانات و گیاهان، نمادهای قدرتی هستند که به‌صورت وجودی درک می‌شوند؛ بنابراین، اسطوره‌ها نباید به‌عنوان تلاشی برای ارائه توضیحی منطقی درباره خدایان درک شوند.»
اسطوره‌های آفرینش داستان‌هایی نیستند که به‌طور دقیق و علمی چگونگی پیدایش جهان را توضیح دهند، اما آن‌ها به ما کمک می‌کنند تا جایگاه خود را در جهان درک کنیم. اسطوره‌های آفرینش، مبنای یک جهان‌بینی را فراهم می‌کنند که به ما می‌آموزد چگونه با طبیعت، هر جهان معنوی مفروض و یکدیگر ارتباط برقرار کنیم. آن‌ها به ما می‌گویند که جهان از کجا آمده است و ما چگونه به آن تعلق داریم. یک اسطوره آفرینش به‌عنوان سنگ بنای تشخیص واقعیت اصلی از واقعیت نسبی و منشأ و ماهیت وجود از عدم وجود عمل می‌کند.
در این معنا، اسطوره‌های آفرینش به‌عنوان فلسفه زندگی عمل می‌کنند؛ اما فلسفه‌ای که از طریق نماد و نه از طریق عقلانیت سیستماتیک بیان و منتقل می‌شود. در این معنا، آن‌ها فراتر از اسطوره‌های علتی (که ویژگی‌های خاصی را در مناسک مذهبی، پدیده‌های طبیعی یا زندگی فرهنگی توضیح می‌دهند) عمل می‌کنند. اسطوره‌های آفرینش، به انسان‌ها کمک می‌کنند تا بدانند که در جهان چه جایگاهی دارند و معنای زندگی خود را بیابند. آن‌ها همچنین به انسان‌ها می‌آموزند که چگونه با یکدیگر و با طبیعت ارتباط برقرار کنند و به آن‌ها احترام بگذارند.

مورخ دیوید کریستین مسائل مشترک در اسطوره‌های آفرینش را خلاصه کرده است:
همه چیز چگونه آغاز شد؟ این اولین سوالی است که هر اسطوره آفرینش با آن روبروست و ... پاسخ دادن به آن همچنان دشوار است. ... به نظر می‌رسد که هر آغاز، آغاز قبلی را پیش‌فرض می‌کند. ... به‌جای اینکه با یک نقطه شروع واحد مواجه شویم، با بی‌نهایت نقطه شروع روبرو می‌شویم که هرکدام مشکل مشابهی را ایجاد می‌کنند. ... هیچ راه‌حل کاملاً رضایت بخشی برای این معضل وجود ندارد. آنچه باید پیدا کنیم راه‌حل نیست، بلکه راهی برای برخورد با این راز است. ... و باید این کار را با استفاده از کلمات انجام دهیم. کلماتی که به دنبال آن‌ها می‌گردیم، از خدا گرفته تا جاذبه، برای این کار ناکافی هستند؛ بنابراین، ما باید از زبان به‌صورت شاعرانه یا نمادین استفاده کنیم؛ و چنین زبانی، چه توسط یک دانشمند، یک شاعر یا یک شمن استفاده شود، به‌راحتی می‌تواند اشتباه تفسیر شود.

## طبقه‌بندی
اسطوره‌شناسان طرح‌های مختلفی را برای طبقه‌بندی اسطوره‌های آفرینش در فرهنگ‌های مختلف بشری به کار گرفته‌اند. میرچا الیاده و همکارش چارلز لانگ طبقه‌بندی‌ای بر اساس برخی مضامین و بن‌مایه‌های مشترکی که در داستان‌های سراسر جهان تکرار می‌شوند، توسعه دادند. این طبقه‌بندی پنج نوع اصلی را مشخص می‌کند:
- آفرینش از هیچ: در این نوع آفرینش، جهان از هیچ، یعنی از عدم، پدید می‌آید. این آفرینش توسط یک موجود الهی انجام می‌شود که از طریق فکر، کلام، خواب، یا ترشحات بدنی خود، جهان را خلق می‌کند.
- زمین-غواص: در این روایت آفرینش، یک پرنده یا دوزیست که از سوی یک خالق فرستاده شده است، به ااعماق اقیانوس می‌رود تا ماسه یا گل بیاورد. این ماسه یا گل به مرور زمان به یک سرزمین قابل سکونت تبدیل می‌شود.
- ظهور: در اسطوره‌های ظهور، اجداد بشر از دنیایی اولیه و ناشناخته به دنیای کنونی می‌آیند. این سفر شامل گذر از مراحل مختلف و دشوار است که نمادی از رشد و تکامل انسان است.
- آفرینش از طریق تقسیم یک موجود اولیه: در این نوع آفرینش، جهان از طریق تقسیم یک موجود اولیه به وجود می‌آید.
- آفرینش از هرج‌ومرج: در این روایت آفرینش، جهان از طریق شکافته شدن یا ساماندهی یک وحدت اولیه، مانند شکستن تخم کیهانی یا ایجاد نظم از آشفتگی به وجود می‌آید.

مارتا وایگل در ادامه این طبقه‌بندی را توسعه و اصلاح کرد تا بر نه مضمون اصلی تأکید کند و عناصر جدیدی مانند خداوند سازنده، آفرینش ساخته شده توسط یک خدا، آفرینش از طریق کار دو خالق که با هم یا علیه یکدیگر کار می‌کنند، آفرینش از طریق قربانی و آفرینش از طریق تقسیم/پیوند، چسبندگی/پیوند یا ترشح را اضافه کرد.
ریموند ون اوور یک طبقه‌بندی جایگزین را بر اساس شش مضمون روایی مکرر در اسطوره‌های آفرینش طراحی کرد:
- پرتگاه اولیه، گستره بی‌نهایت آب یا فضا
- خالق اولیه که بیدار می‌شود یا یک موجود ابدی در پرتگاه
- خالق اولیه ایستاده بالای پرتگاه
- تخم کیهانی یا رویان
- خالق اولیه که زندگی را از طریق صدا یا کلمه ایجاد می‌کند.
- زندگی که از جسد یا قسمت‌های تکه‌تکه شده یک خالق اولیه ایجاد می‌شود.

### از عدم
اسطوره آفرینش جهان از عدم (ex nihilo) در یهودیت، مسیحیت و اسلام امروزی جایگاه محوری دارد. فیلسوف قرون وسطایی یهودی، ابن میمون، بر این باور بود که این تنها مفهومی است که هر سه دین در آن اشتراک دارند. با این وجود، این مفهوم در کل کتاب مقدس عبری (تنخ) یافت نمی‌شود. نویسندگان کتاب پیدایش ۱ (Genesis 1) به دنبال این نبودند که بدانند ماده جهان (ماده‌ای که خدا آن را به جهان قابل سکونت تبدیل کرد) از کجا آمده است، بلکه به دنبال این بودند که توضیح دهند چگونه عناصر مختلف جهان با هم کار می‌کنند. در اوایل قرن دوم پس از میلاد، اولین متکلمان و الهی‌دانان مسیحی با یک تضاد یا تناقض فکری بین ایده اینکه جهان از ماده اولیه شکل گرفته است و ایده اینکه خدا قادر مطلق است، مواجه شدند و در آغاز قرن سوم، آفرینش از عدم به یک اصل اساسی در الهیات مسیحی تبدیل شد.
ایده آفرینش جهان از عدم (Ex nihilo) در داستان‌های خلقت مصر باستان مانند مجموعه ریگ‌ودا و بسیاری از فرهنگ‌های جاندارانگاری در آفریقا، آسیا، اقیانوسیه و آمریکای شمالی یافت می‌شود. در اکثر این داستان‌ها، جهان توسط سخن، خواب، نفس یا اندیشه ناب یک خالق به وجود می‌آید، اما آفرینش جهان از عدم ممکن است از طریق ترشحات بدنی یک خالق نیز رخ دهد.
ترجمه تحت‌اللفظی عبارت ex nihilo، «از هیچ» است اما در بسیاری از اسطوره‌های آفرینش، مرز بین اینکه آیا عمل آفرینش بهتر است به‌عنوان آفرینش از هیچ یا آفرینش از هرج‌ومرج طبقه‌بندی شود، مشخص نیست. در اسطوره‌های آفرینش از هیچ، ماده خلقت از درون خالق سرچشمه می‌گیرد. این خالق ممکن است در محیط فیزیکی مانند تاریکی یا آب وجود داشته باشد یا نداشته باشد، اما جهان را از آن‌ها خلق نمی‌کند. بلکه، جهان را از هیچ، یعنی از چیزی که قبلاً وجود نداشته است، خلق می‌کند. در اسطوره‌های آفرینش از هرج‌ومرج، ماده مورد استفاده برای آفرینش در خلأ بی‌شکل از پیش وجود دارد.

### آفرینش از هرج‌ومرج
در افسانه‌های آفرینش از هرج‌ومرج، در ابتدا هیچ‌چیز جز فضایی بی‌شکل و بی‌نظم وجود ندارد. در این داستان‌ها، کلمه «هرج‌ومرج» به معنای «بی‌نظمی» است و این فضای بی‌شکل که گاهی اوقات به آن تهی یا پرتگاه نیز گفته می‌شود، ماده‌ای را در خود دارد که جهان خلق‌شده از آن ساخته خواهد شد. هرج‌ومرج را می‌توان به‌صورت بخار یا آب، بی‌بعد و گاهی اوقات شور یا گل‌آلود توصیف کرد. این افسانه‌ها هرج‌ومرج را با شر و فراموشی مرتبط می‌دانند، در مقابل «نظم» (کیهان) که خیر است. عمل آفرینش، آوردن نظم از بی‌نظمی است و در بسیاری از این فرهنگ‌ها اعتقاد بر این است که در مقطعی نیروهایی که نظم و شکل را حفظ می‌کنند ضعیف خواهند شد و جهان بار دیگر در پرتگاه فرو خواهد رفت. یکی از نمونه‌ها، روایت آفرینش در فصل اول کتاب پیدایش است.

### والدین جهان
در اسطوره‌های آفرینش، دو نوع از افسانه‌های «والدین جهان» وجود دارند که هر دو توصیفی از جدایی والدین جهان یا تقسیم یک هستی اولیه، ارائه می‌دهند. در نوع اول این اسطوره‌ها، حالت اولیه به‌عنوان اتحاد ابدی دو والد توصیف می‌شود و ایجاد جهان هنگامی اتفاق می‌افتد که این دو از هم جدا می‌شوند. این دو والد معمولاً به‌صورت آسمان (معمولاً مرد) و زمین (معمولاً زن) شناخته می‌شوند که در حالت اولیه به یکدیگر چسبیده بودند و هیچ فرزندی نمی‌توانست بیرون بیاید. این اسطوره‌ها اغلب ایجاد جهان را نتیجه‌ی یک پیوند جنسی توصیف می‌کنند و به‌عنوان شجره‌نامه خدایانی که از آن متولد شده‌اند، عمل می‌کنند. یعنی این افسانه‌ها، علاوه بر اینکه داستان آفرینش جهان را روایت می‌کنند، به‌عنوان یک نوع درخت خانوادگی برای خدایان و موجودات دیگر نیز عمل می‌کنند.
در نوع دوم اسطوره‌های والدین جهان، آفرینش خود از بخش‌های بریده ‌شده بدن موجود اولیه ناشی می‌شود. اغلب در این داستان‌ها، اندام‌ها، موها، خون، استخوان‌ها یا اعضای بدن موجود اولیه به نحوی بریده یا قربانی می‌شوند تا به آسمان، زمین، حیوان یا گیاه و سایر ویژگی‌های دنیوی تبدیل شوند. برخلاف افسانه‌های آفرینش مبتنی بر پیوند جنسی، این افسانه‌ها نیروهای آفرینش را برخاسته از روح طبیعت می‌دانند و برای آن ماهیت آنیمیستی قائل هستند و تقدس را به‌عنوان جزء جدایی‌ناپذیر و بنیادین دنیای طبیعی به تصویر می‌کشند. نمونه بارز این رویکرد، اسطوره‌شناسی نورس است که در شعر ولوسپا، نخستین شعر بخش گیلفاگینینگ (به معنی گیلفی فریب خورنده) کتاب ادای منثور روایت شده است.

### ظهور انسان از دنیای دیگر
در برخی فرهنگ‌ها، اعتقاد بر این است که انسان‌ها از دنیای دیگری به دنیای فعلی آمده‌اند. این دنیای قبلی اغلب به‌عنوان رحم مادر زمین در نظر گرفته می‌شود و فرایند ظهور (آمدن انسان‌ها به این دنیا) به عمل زایمان تشبیه می‌شود. در این اسطوره‌ها، نقش ماما را معمولاً توسط یک الهه زن مانند زن عنکبوتی در چندین اسطوره مردمان بومی در آمریکا ایفا می‌شود. شخصیت‌های مرد به‌ندرت در این داستان‌ها ظاهر می‌شوند و دانشمندان اغلب آن‌ها را در مقابل اسطوره‌های آفرینش مردانه، مانند آن‌هایی که از نوع اسطوره آفرینش جهان از عدم هستند، در نظر می‌گیرند.
افسانه‌های ظهور معمولاً پیدایش انسان‌ها و/یا موجودات فراطبیعی را به‌صورت صعود مرحله‌ای یا دگردیسی از اشکال اولیه توصیف می‌کنند که از طریق مجموعه‌ای از جهان‌های زیرزمینی به جایگاه و شکل فعلی خود می‌رسند. اغلب، گذر از یک جهان یا مرحله به مرحله بعدی ناشی از نیروهای درونی است و مانند رشد جنین از یک سلول تخم است. این ژانر بیشتر در فرهنگ‌های بومی آمریکا یافت می‌شود که در آن‌ها اسطوره‌ها اغلب ظهور نهایی مردم را از سوراخی که به دنیای زیرین باز می‌شود، به داستان‌های مربوط به مهاجرت‌های بعدی و سکونت نهایی آن‌ها در سرزمین‌های اصلی‌شان مرتبط می‌کنند.

### زمین-غواص
زمین-غواص، شخصیت رایجی در اساطیر خلقت سنتی مختلف است. در این داستان‌ها، یک موجود برتر معمولاً حیوانی (اغلب پرنده، اما در برخی روایات سخت‌پوستان، حشرات و ماهی‌ها) را به ااعماق آب‌های اولیه می‌فرستد تا تکه‌هایی از شن یا گل را برای ساختن زمین قابل سکونت پیدا کند. برخی از محققان این اسطوره‌ها را به‌صورت روان‌شناختی و برخی دیگر از منظر کیهانی تفسیر می‌کنند. در هر دو مورد، تأکید بر آغازهایی است که از ااعماق سرچشمه می‌گیرند.

#### پراکندگی بن‌مایه اسطوره زمین-غواص
به گفته گودموند هات و تریسترام پی. کافین، اسطوره‌‌های زمین-غواص در فرهنگ عامه سرخپوستان آمریکایی، در میان قبایل زیر رایج هستند: شوشونی، Meskwaki، Blackfoot، Chipewyan، Newettee،  قبیله Yokuts از کالیفرنیا، Mandan، Hidatsa، شای‌اَن، Arapaho، اوجیبوه، Yuchi و چروکی.
انسان‌شناس آمریکایی گلادیس ریچارد، نشان داد که بن‌مایه این اسطوره در سراسر آمریکای شمالی، به‌جز مناطق شمال شرقی، جنوب غربی و شمالی‌ترین نقاط دیده می‌شود. در یک مطالعه در سال ۱۹۷۷، انسان‌شناس ویکتور بارنو، حدس زد که بن‌مایه اسطوره زمین-غواص در جوامع شکارچی-گردآورنده، عمدتاً در میان قبایل شمالی مانند Hare، Dogrib، Kaska، Beaver، Carrier، Chipewyan Sarsi، مردمان کری و مونتاگنایس دیده می‌شود.
افسانه‌های مشابهی نیز در میان اقوام چوکچی، Yukaghir، تاتارها و بسیاری از سنت‌های فنلاندی، همچنین در میان بوریات‌ها و ساموید وجود دارند. علاوه بر این، در افسانه‌های اساطیری اروپای شرقی، ازجمله افسانه‌های مردم کولی، رومانیایی، اسلاوها (بلغاری، لهستانی، اوکراینی و بلاروسی) و لیتوانیایی، نیز داستان‌هایی با بن‌مایه اسطوره زمین-غواص وجود دارد.
الگوی گسترش این داستان‌ها نشان می‌دهد که آن‌ها منشأ مشترکی در منطقه ساحلی شرق آسیا دارند و با مهاجرت مردم به سمت غرب، به سیبری و شرق، به قاره آمریکای شمالی گسترش یافته‌اند. البته، نمونه‌هایی از این افسانک در خارج از الگوی توزیعی غالب که بیشتر مناطق شمالی را شامل می‌شد نیز وجود دارد؛ مانند اسطوره آفرینش قوم یوروبا در غرب آفریقا که به شخصیت‌های اساطیری Ọbatala و Oduduwa اشاره دارد.

#### روایت سرخ‌پوستان بومی آمریکا
همان‌طور که در بسیاری از افسانه‌های سرخ‌پوستان بومی آمریکا دیده می‌شود، داستان‌های آفرینش زمین-غواص با موجوداتی آغاز می‌شوند که در حالت خواب یا حالت تعلیق در قلمرو اولیه به سر می‌برند. زمین-غواص یکی از اولین موجوداتی است که بیدار می‌شود و با ساختن سرزمین‌های مناسب، پایه‌های لازم را برای آفرینش آینده ایجاد می‌کند. در بسیاری از موارد، این داستان‌ها مجموعه‌ای از تلاش‌های ناموفق برای ساختن زمین را قبل از یافتن راه‌حل شرح می‌دهند.
در میان مردم بومی آمریکا، کیهان‌شناسی زمین-غواص در اساطیر ایروکوا دیده می‌شود: یک الهه آسمانی زن از آسمان‌ها (بهشت) سقوط می‌کند و حیواناتی مشخص شامل سگ آبی، مرغابی، سمور آبی و موش آبی در آب‌ها شیرجه می‌زنند تا گل‌ولای را برای ساختن یک جزیره بیاورند.
در داستان مشابهی از قوم سينيكا، مردم در قلمروی آسمانی زندگی می‌کردند. روزی، دختر رئیس دچار بیماری مرموزی شد و تنها درمان توصیه شده برای او (که در خواب به او گفته شده بود) این بود که در کنار یک درخت دراز بکشد و درخت را از جا درآورند. مردم چنین می‌کنند، اما مردی شکایت می‌کند که درخت منبع درآمد آن‌ها بوده و دختر را با لگد از سوراخ بیرون می‌اندازد. دختر از آسمان به دنیایی که فقط آب بود سقوط می‌کند، اما توسط پرندگان راسته غازسانان نجات می‌یابد. لاک‌پشتی پیشنهاد می‌کند که او را روی لاکش حمل کند، اما از او می‌پرسد که کجا می‌تواند برای او اقامتگاه قطعی ایجاد کند. آن‌ها تصمیم می‌گیرند که زمین را خلق کنند و وزغ به ااعماق دریای اولیه شیرجه می‌زند تا قطعاتی از خاک را به دست آورد. وزغ خاک را روی لاک لاک‌پشت می‌گذارد و لاک‌پشت با هر تکه خاک بزرگ‌تر می‌شود.
در روایت دیگری از قوم ویاندوت، ویاندوت‌ها در بهشت زندگی می‌کردند. دختر رئیس بزرگ (حاکم مقتدر) بیمار بود، بنابراین پزشک معالج توصیه می‌کند که درخت سیب وحشی را که در کنار کلبه حاکم مقتدر قرار داشت، حفر کنند، زیرا درمان در ریشه‌های آن نهفته است؛ اما همان‌طور که درخت حفر می‌شود، زمین شروع به فرورفتن می‌کند و سرشاخه‌های درخت، دختر بیمار را می‌گیرند و با خود به پایین می‌برند. هنگامی‌که دختر از آسمان سقوط می‌کند، دو قو او را بر پشت خود نجات می‌دهند. پرندگان تصمیم می‌گیرند تا همه شناگران و قبایل آب را جمع کنند. بسیاری برای شیرجه رفتن در آب پهناور و آوردن تکه‌های خاک از کف دریا داوطلب می‌شوند، اما تنها وزغ (وزغ ماده در داستان) موفق می‌شود.

## آفریقا

### مصر
تاریخ مصر باستان را به سه دوره تقسیم می‌کنند:
1. دوره پادشاهی کهن
2. دوره پادشاهی میانه
3. دوره پادشاهی نوین

### باکوبا
در باور باکوبا زمین در ابتدا چیزی جز تاریکی و آب نبوده‌است. فرمانروای این زمین غولی بنام مبومبو بوده‌است. روزی او در معده‌اش احساس دردی شدید می‌کند و پس از آن خورشید، ستارگان و ماه را استفراغ می‌کند. گرما و نور خورشید آب‌های پوشانندهٔ زمین را تبخیر می‌کند و ابرها پدیدار می‌گردند. حاصل تبخیر آب‌ها پیدایش خشکی بوده‌است. مبومبو یک بار دیگر استفراغ می‌کند و این بار چیزهای بسیاری از جمله مردم (نخستین زن و مرد) حیوانات (پلنگ، عقاب، میمون فومو) درختان، شهاب‌سنگ‌ها، سندان؛ تیغ، دارو و رعد و برق را بالا می‌آورد. زن آب‌ها نچینگ، در شرق زندگی می‌کرده‌است و پسر او وتو نخستین پادشاه باکوبا گردید.

### ماسائی
ماسائی‌های کنیا به‌وجود آمدن انسان را نتیجهٔ کار انکای آفریدگار می‌دانند. او یک درخت را به سه بخش تقسیم کرد. به نخستین پدر ماسائی یک چوب‌دستی داد. به نخستین پدر کیکویا یک کج بیل داد. به نخستین پدر کامبا یک تیر و کمان داد. همگی آن‌ها توانستند در جهان وحش زنده بمانند. پدر ماسائی‌ها از چوب‌دستش برای گله‌داری، پدر کیکویاها از بیلش برای کشاورزی و پدر کامباها از تیر و کمانش برای شکار استفاده کرد.

### زولو
نام آفرینندهٔ زولو اونکولونکولو است. او خود از نی پدیدار گشت و مردم و دام را به‌وجود آورد. او همه‌چیز را از زمین و آب‌ها گرفته تا حیوانات را آفرید. او نخستین انسان و پدر تمامی مردم شناخته شد. او همان کسی است که به زولوها آموخت که چگونه شکار کنند و چگونه آتش بیفروزند و غذای خود را آماده کنند.

## اروپا

### یونانی
هزیود در تئوگونیا (نسب‌نامه خدایان یا خدای‌نامه) ذکر می‌کند که در ابتدا خائوس وجود داشته‌است که خود گایا (زمین)، تارتاروس (جهان زیرین)، اروس (شهوت)، نیکس (تاریکی شب) و اربوس (تاریکی جهان زیرین) را پدید آورد. گایا از دل خود اورانوس و پونتوس را به‌وجود آورد. سپس گایا با اورانوس نزدیکی کرده و بسیاری از خدایان یونان باستان از جمله اوکئانوس، رئا، فوبه و تیتان‌ها را زائید. کرونوس که یکی از فرزندان آن دو و یکی از تیتان‌ها بود، با کمک گایا اورانوس را اخته کرد. سپس کرونوس با رئا ازدواج کرد. از فرزندان آن دو می‌توان هرا، پوزئیدون، هادس و زئوس را نام برد. زئوس و برادرانش کرونوس و سایر تیتان‌ها را برکنار کردند و برای روشن شدن محدوده فرمان‌روایی خود قرعه‌کشی کردند. نتیجه بدین قرار بود که زئوس فرمان‌روای آسمان‌ها گشت، دریاها از آن پوزئیدون گردید و جهان زیرین نیز نصیب هادس شد.

## آسیا

### ایران
- آیین میترایی

مهر (از ریشه میثر) از کهن‌ترین خدایان ایرانی و هندی و البته انسان می‌باشد.
- آیین زروانی

زروان در نوشته‌های پهلوی خدای زمان است، اما بنا بر آیین زروانی، زروان خدایی است که در زمانی که هیچ‌چیز وجود ندارد نیایش‌هایی به‌جای می‌آورد تا پسری با ویژگی‌های آرمانیِ اورمزد داشته باشد که جهان را بیافریند.
بنا بر دیدگاه زروانی‌ها، پیش از آفرینش آسمان و زمین و دیگر موجودات، حقیقتی به نام زروان وجود داشت. زروان هزار سال نیایش و ستایش کرد که صاحب فرزندی به نام هرمزد شود تا هرمزد آسمان و زمین و هرچه در آن است را بیافریند. پس از هزار سال نیایش این شک در زروان پدید آمد که آیا نیایش‌های او سودمند بوده و صاحب هرمزد خواهد شد یا رنج او بیهوده است؟ زروان همزمان با این کشمکش درونی، هرمزد و اهریمن را باردار بود. هرمزد حاصل نیایش او و اهریمن حاصل شک و تردید او بود.
زروان هستی دو فرزند را احساس کرد و با خود گفت هرکدام از این فرزندان زودتر به دنیا بیاید پادشاهی را به او خواهم بخشید. در این هنگام اهریمن شکم پدر را درید و در جلوی دیدگان او ایستاد. او فرزندی تیره و بدبو بود. پس از او هرمزدِ نورانی و خوش‌بو زاده شد و در برابر پدر ایستاد. زروان پیمان کرده بود پادشاهی جهان را به فرزندی دهد که زودتر به‌دنیا بیاید؛ بنابراین برای نگهداری پیمان خود، پادشاهی جهان را به مدت نُه هزار سال به اهریمن که زودتر به‌دنیا آمده بود، بخشید. سپس هرمزد را بر او پادشاه کرد تا پس از نُه هزار سال پادشاهی جهان به هرمزد برسد و او به دلخواه خود رفتار کند. پس از آن هرمزد و اهریمن شروع به آفریدن کردند. هرچه هرمزد می‌آفرید، نیکویی و راستی و هرچه اهریمن می‌آفرید، بدی و کژی بود
وجودایزدان پارسی نام در یونان باستان همچون هِستیا (به یونانی: Ἑστία)؛ ایزدبانوی باکرهٔ خانه و کانون خانواده و perseus heykeli پرسئوس هیکلی یاهمان پارسی هیکلی؛ پسر زئوس و دانائه و یکی از اولین و نام‌آورترین پهلوانان اساطیر یونان باستان است برخی از پژوهشگران تاریخ و تمدن براین باورند که پیامبر زروانیان مجوس یاهرمز مجوس همان هرمس تریسمجیستوس (هرمز سوم مجوس از توس ویا شوش) می‌دانند زادگاه هرمس مشخص نیست.
- مزدیسنا (یا مزداپرستی) که به آن دین زرتشت و دین بهی هم می‌گویند، اهورامزدا، ایزد ازلی و نیک‌خواه، ایزد برتر و خالق نیکی‌های جهان از دید مزداپرستان است.

در مزدیسنا، از ابتدا تا حدوث آخرالزمان در محدود زمانی دوازده هزار ساله‌ای حرکت می‌کند، و این دوازده هزار سال به چهار دوره سه هزار ساله تقسیم می‌شود:
در متون پهلوی، در آغاز، اهورا مزدا (سرور دانا) در روشنی بی پایان و در بالا و اهریمن نادان در تاریکی بی‌پایان و در پایین هستی جای داشتند و میان آن‌ها خلأ بود. اهریمن به بالا آمد، روشنی را دید و آن را از خود برتر یافت، پس به جهان تاریکی رفت و دیوان را آفرید تا به قلمرو نورانی خداوند حمله آورد. اهورا مزدا به او پیشنهاد سازش و انجام نبرد در نه هزار سال بعد را داد و اهریمن که از آینده ناآگاه بود، آن را پذیرفت. سپس اهورا مزدا دست به کار آفرینش زد. او جهان را در دو مرحله آفرید: نخست حالت مینوی و آن گاه بدان هستی مادی بخشید (گیتی) و با این کار آفرینش کامل و عرصه برای نبرد با بدی و از بین بردن آن فراهم شد.
او ابتدا امشاسپندان را آفرید که جلوه‌های خود اویند. و سپس ایزدان را به وجود آورد که قوای مقابل دیوان‌اند. در اوستای متأخر آمده که پس از ایزدان، از روشنی بی‌کران آتش، از آتش باد، از باد آب، از آب زمین و هم هستی مادی آفریده شد.
ترتیب آفرینش گیتی در سه هزار دوم بدین قرار است: آفرینش جهان از نظر اوستا، فروردین‌یشت به این ترتیب است که در ابتدا آسمان، سپس آب، زمین، جانداران و در پایان، انسان/کیومرث آفریده شد. همچنین در بندهش بخش ۴۸ آمده‌است که اورمزد آتش را که هفتمین آفریدهٔ مادی است و درخشش از روشنی بی‌کران دارد، در همهٔ آفرینش پراکند.
در بندهشن آمده که اورمزد آسمان را در ۴۰ روز، آب را در ۵۵ روز، زمین را در ۷۰ روز، گیاه را در ۲۵ روز و گوسفند را در ۷۵ روز و انسان را در ۷۰ روز آفرید و پس از هر یک از این آفرینش‌ها ۵ روز درنگ کرد.
همچنین، وی گاو «ایوداد» یا «ایوَکْداد»، یعنی یکتا آفرید، و انسان نخستین یا گیومرث، به‌معنای زند میرا، را که نمونهٔ انسان کامل است، خلق کرد. این آفریدگان گیتی در این مدت ۳ هزار سال بی‌حرکت و فعالیت بر جای ماندند.
در ابتدای سه هزار سوم اهریمن، به آفریده‌های مزدا حمله برد، آب را به زهر جانوارن موذی آمیخت؛ زمین را شکاند و لرزاند و کوه ایجاد شد؛ زمین به ۶ قسمت شد؛ به گیاه حمله کرد؛ همچنین به گاو حمله کرد و چون او مرد، از اندام‌هایش غلات و گیاهان شفابخش از زمین روئیدند. به‌علاوه، نطفهٔ او به ماه رفت و پالوده شد و انواع گوناگون حیوانات مفید از آن ایجاد شدند. گیومرث نیز پس از سپری کردن زمان تعیین شده، با حمله دیومرگ مرد و به پهلوی چپ افتاد، نطفهٔ او با روشنی خورشید پاک شد و بشر از آن به‌وجود آمد. ابتدا مشی و مشیانه به صورت دو شاخ ریواس درهم‌پیچیده از زمین روییدند و آن‌گاه تبدیل به پیکر آدمی شدند. از ایشان ۶ پسر و دختر زاده شدند و تمام نسل بشر از ایشان به‌وجود آمد.

### نخستین انسان کیومرث
بنابر عقاید زردشتیان «نخستین انسان» کیومرث (در پهلوی گَیُومرت یا گَیُومَرْد، به فارسی گیومرث یا کیومرث، در عربی جیومرت، در اوستا گَیَه مَرْتَن) نام دارد. این نام در اصل به معنی «زندگی میرا» است و در برابر «زندگی نامیرا» که خاص توصیف خدایان است، در تسمیهٔ «نخستین انسان» به‌کار رفته‌است.
کیومرث ششمین مخلوق از آفریدگان شش‌گانهٔ (گاهی هفت‌گانهٔ) اورمزد است. چگونگی آفرینش او در کتاب‌های پهلوی زردشتی و نیز در منابع دوران اسلامی که اطلاعات آن‌ها اساساً مبتنی بر ترجمهٔ خدای‌نامهٔ پهلوی به عربی بوده، آمده‌است. بنابر اسطورهٔ خلقت زردشتی، اورمزد کیومرث را در مدت ۷۰ روز آفرید.
خلقت او در ۳ هزارهٔ دوم از عمر ۰۰۰‘۱۲ سالهٔ عالم انجام پذیرفت. نخست اورمزد از روشنی بی‌آغاز (= ازلی) «هیئت آتش» (در پهلوی «آسْرو کرب) را آفرید و کیومرث را به این شکل خلق کرد و گرمی این نور ازلی است که در نطفهٔ آدمیان وجود دارد، اما تن او از گِل یا از زمین آفریده شد. شاید از این‌روست که کیومرث در کتاب‌های پهلوی و منابع دوران اسلامی لقب گِلشاه (ملک‌الطین) دارد. این لقب در بعضی منابع اسلامی به صورت گرشاه (ملک الجبال، شاه کوه) نیز آمده، و این ابهام از خط پهلوی ناشی شده‌است.
کیومرث همچون دیگر آفریدگان این جهانی به مدت ۰۰۰‘۳ سال بی‌حرکت ماند. در آغازِ ۳ هزارهٔ سوم اهریمن به جهان حمله کرد، و از این زمان دوران اختلاط خیر و شر آغاز گشت. اهریمن بر آسمان و آب و زمین و گیاه و گاو «یکتا آفریده» (پیش‌نمونهٔ حیوانات مفید) تاخت و همه را با بدی آلوده کرد، اما نتوانست کیومرث را بلافاصله بکشد، زیرا مقدر شده بود که وی به مدت ۳۰ سال در جهان زندگی کند.
در این اسطوره کیومرث در واقع «پیش‌نمونهٔ» انسان به‌شمار می‌رفته‌است، به همین جهت توصیفی که از او شده توصیف انسان واقعی نیست؛ گفته شده‌است که بالا و پهنای او مساوی و به اندازهٔ ۴ نای بود و همچون خورشید می‌درخشید. نخستین جفت واقعی بشر مَشی و مَشیانه بوده‌اند. نویسندگان دوران اسلامی که به شرح تاریخ و عقاید دینی ایران پیش از اسلام می‌پردازند، غالباً در مقام مقایسه، کیومرث را با آدم بشر یکی می‌دانند؛ اما در بعضی روایت‌های دیگر مَشی و مَشیانه را قرینهٔ آدم و حوّا دانسته‌اند.
در میان اقوام قدیم ایرانی اشخاص دیگری نیز مانند هوشنگ، تهمورث، جمشید و مَتو (که نامش در منوچهر باقی است) در اصل نخستین انسان به‌شمار می‌رفته‌اند، اما اینان بعدها این مقام خود را از دست داده و در میان قهرمانان و شاهان اساطیری جای گرفته‌اند، چنان‌که کیومرث نیز در تاریخ حماسی ایران نخستین شاه روی زمین به‌شمار آمده و نقش «نخستین انسان» بودن او فراموش شده‌است.

### مغولی
مغول‌ها اسطوره آفرینش واحدی ندارند. از میان باورهای متعدد آن‌ها یکی داستان آفرینش توسط یک لاما (کاهن اعظم) است. در آغاز تنها آب وجود داشت و لاما با چوب‌دست آهنینی در دست از آسمان پایین آمد و با همان چوب‌دست خود مشغول هم‌زدن آب گردید. این هم‌زدن سبب ایجاد باد و آتش گردید و افزایش غلظت مرکز جایی که لاما به‌هم می‌زد خشکی را ایجاد کرد. باور دیگری آفرینش را مربوط به لامایی به‌نام اودان ذکر می‌کند. اودان آسمان و زمین را از هم جدا کرد و آسمان و زمین را به نه طبقه تقسیم کرد. او همچنین نه رودخانه به‌وجود آورد. پس از آفرینش زمین او نخستین زن و مرد را از گل آفرید. این زن و مرد خود والدین تمامی انسان‌ها شدند.

### چینی

در اسطوره آفرینش دائوئیستی، «راه، وحدت را پدید آورد؛ وحدت دوگانگی را به‌دنیا آورد؛ دوگانگی تثلیث را به دنیا آورد؛ تثلیث مخلوقات بی‌شماری را به دنیا آورد». (دائو ده جینگ، قرن چهارم قبل از میلاد)

اسطوره‌های آفرینشی چینی‌ها گستره‌ای از فلسفه تا فرهنگ عامه را شامل می‌شود. در فلسفه چینی، می‌توان برخی از نخستین داستان‌های آفرینش را در تائو ته جینگ (حوالی قرن چهارم پیش از میلاد) یافت.
- «پیش از پیدایش آسمان و زمین چیزی بی‌شکل ولی کامل پدید آمد. آن چیز بی‌شکل، در سکوت و تنهایی، بدون تغییر وجود داشت. از آن رو که نامش را نمی‌دانیم، من او را» وی «خطاب می‌کنم.» وی «یگانگی را به‌وجود آورد. یگانگی دوگانگی را زائید. دوگانگی سه‌گانگی را پدیدآورد و سه‌گانگی آفریده‌های بی‌شماری را ایجاد کرد. آفریده‌های بی‌شمار «یین» را بر پشت و «یانگ» را در آغوش خود گرفتند. آن‌ها خنثی‌گر تضاد این دو، و در نتیجه پدیدآورندگان توازن و هارمونی هستند.»[۵۰]

## خاورمیانه

### سومری
قدیمی‌ترین اسطوره آفرینش سومریان به حدود ۱۸ قرن پیش از میلاد بازمی‌گردد. این اسطوره بروی بخشی از لوحی گلی نگاشته شده‌است. لوح از این‌جا آغاز می‌شود که خدایان آنو، انلیل، ائا و نینهورساگ دست به آفرینش سومریان و حیوانات می‌زنند. سپس پادشاهان از آسمان پایین می‌آیند و نخستین شهرها از جمله اریدو، لارسا و شوروپاک بنا نهاده می‌شوند. بخش بعدی لوح از میان رفته‌است ولی پس از آن لوح نشان می‌دهد که خدایان تصمیم به فرستادن طوفانی برای نابودی بشریت می‌گیرند. زیودسورا از این مسئله با خبر می‌شود و یک کشتی می‌سازد. کشتی هفت شبانه‌روز اسیر طوفان می‌گردد تا این‌که خدای خورشید بر زیودسورا نمایان می‌گردد. زیودسورا کشتی را می‌گشاید و در مقابل خدای خورشید (اوتو) به خاک می‌افتد و برایش گاو و گوسفند قربانی می‌کند. بخش بعدی داستان نیز به‌دلیل شکستن لوح ازبین رفته‌است و در قسمت پایانی خدایان به زیودسورا عمر جاودان می‌بخشند.
بر اساس الواح به دست آمده، افسانهٔ آفرینش سومری از سه قسمت تشکیل شده‌است: نخست آفرینش جهان، سپس تنظیم و ترتیب آن و در آخر، پیدایش انسان. پیش از آفرینش انسان، تنها خدایان در پهنهٔ زمین یا بنابر باور سومریان در شهر «نیپور» زندگی می‌کردند که «ارض مقدس» و اقامتگاه خدایان بود. در این اسطوره چنین آمده‌است: مادر انکی (خدای سومری)، «دریای اولیه»، «مادری که همة خدایان را به‌دنیا آورد»، «اشک خدایان» را برای انکی (خدای سومری) می‌برد و به او چنین می‌گوید: «ای فرزندم، از رختخواب خویش برخیز… خدمت‌گزاران خدایان را بسرشت، باشد که آن‌ها جفت خویش را تولید کنند». انکی، خدای فرزانگی، که خدایان دیگر به هنگام نیاز به او مراجعه می‌کنند، در خواب است؛ اما «نام مو/ Nammu» و «نین ماه/ Ninmah» زن خدای زایش، به کمک خدایانی دیگر خاک «بر بالای مغاک» را ممزوج می‌کنند و انسان را در آن به‌وجود می‌آورند. لوح مذکور شکسته‌است و متن آن، مشکل و مبهم است؛ اما جزئیات عجیبی در آن به چشم می‌خورد. انکی مجلس ضیافتی برای خدایان برپا می‌کند تا آفرینش انسان را جشن بگیرند. انکی و نین مخ/نین ماه، شراب زیادی می‌نوشند و مست می‌شوند. نین ماه، مقداری گِل که «بر بالای مغاک» است، برمی‌دارد و شش نوع انسان متفاوت می‌آفریند. ماهیت این شش نوع انسان مبهم است؛ به‌جز دو گونهٔ آخر که یکی زن نازا است و دیگری خواجه. انکی مقدر می‌کند سرنوشت خواجه در خدمت شاه باشد. در ادامة اسطوره، انکی اقدام دیگری در آفرینش انجام می‌دهد. انکی انسانی می‌آفریند که جسم و ذهنی ناتوان دارد؛ آن‌گاه از نین ماه می‌خواهد تا برای بهبود وضع این مخلوق بینوا کاری صورت دهد؛ اما از عهده نین‌ماه کاری برنمی‌آید و انکی را به دلیل آفریدن چنین مخلوقی نفرین می‌گوید. برخی معتقدند علت این نفرین نین‌ماه این است که او هشت نوع گیاه در باغ خدایان کاشته‌است که انکی تمامی آن‌ها را می‌خورد و نین‌ماه او را نفرین می‌کند و بر اثر این نفرین، هشت عضو از اعضای انکی - که یکی از آن‌ها دندة اوست - بیمار می‌شود و «الله‌ای» با نام «نین‌تی» (به‌معنی زن دنده و بانوی زندگی) انکی را درمان می‌کند. این روایت، یادآور آفرینش حوا از دندهٔ آدم است که آفرینش او سبب تسکین آدم می‌شود.

### بابلی
انوما الیش اسطوره آفرینش بابل است و در آن مردوک برای حفظ سایر خدایان در مقابل حمله طراحی شده تیامات به‌وجود می‌آید. مردوک پیشنهاد محافظت از خدایان را در صورتی که آن‌ها او را پیشوای خود قرار دهند مطرح می‌کند. خدایان دیگر می‌پذیرند. مردوک تیامات را شکست می‌دهد و بدن او را دو پاره کرده از یک پاره آسمان را و از دیگری زمین را می‌سازد. او سپس تقویم را می‌سازد و خورشید و ماه و ستارگان را نظم می‌دهد. با اظهار وفاداری خدایان به مردوک او دست به ساخت بابل به‌عنوان معادل زمینی سرزمین خدایان می‌زند. مردوک پس از آن همسر تیامات را نابود می‌کند و از خونش برای ساخت انسان استفاده می‌کند. او این کار را از این جهت انجام می‌دهد که انسان‌ها نیز توان انجام کارهای خدایان را داشته باشند.

### اسلامی
داستان آفرینش در اسلام به‌صورتی پراکنده میان آیات متعدد قرآنی مطرح گردیده‌است. خطوط اصلی داستان شباهت‌های زیادی با نسخه معادل یهودی/ مسیحی آن دارد. به گفته قرآن آسمان و زمین در ابتدا به هم پیوسته بوده‌اند و سپس از هم جدا گردیدند. پس از دوره‌ای که آسمان به‌شکل بخار بود، خدا آسمان و زمین را به‌شکل امروزی درآورد. برخی آیات قرآن آفرینش را طی شش روز و برخی آن را در طی هشت روز (دو روز آفرینش زمین، چهار روز آفرینش کوه‌ها و برکت دادن زمین و سرانجام دو روز برای آفرینش آسمان‌ها) بیان می‌کنند. دانشمندان اسلامی می‌گویند که آفرینش در همان شش روز رخ داده‌است زیرا دو روز آفرینش زمین خود بخشی از چهار روز آفرینش کوه‌ها و برکت دادن زمین است. با گسترش علوم طبیعی و افزایش آگاهی دربارهٔ منشأ زمین و جهان، امروزه بیش‌تر اندیشمندان اسلامی ترجیح می‌دهند که کلمه یوم را به جای روز به‌عنوان دوره یا عصر تفسیر کنند. بر اساس قرآن خداوند انسان را از گل آفرید. نخستین انسان آدم نام داشت و در بهشت زندگی می‌کرد. خدا نام تمام موجودات را به او آموخت و فرمان داد تا تمامی فرشتگان به او سجده کنند. به جز ابلیس که از سجده کردن امتناع ورزید، سایر فرشتگان فرمان بردار بودند. خداوند به آدم و همسرش گفت که در باغ بهشت به جز از میوه درخت ممنوعه می‌توانند از سایر میوه‌ها و غذاها استفاده کنند. ابلیس آن‌ها را به نافرمانی از خدا فراخواند و آن‌ها میوه درخت ممنوعه را خوردند و متوجه عورت خویش گشتند. وقتی خدا از نافرمانی آن‌ها آگاه گردید، آن‌ها را از باغ بهشت اخراج کرد و به زمین فرستاد.
در زیر به برخی از آیات قرآن دربارهٔ خلقت آدم اشاره می‌شود.
آفرینش انسان از تراب
خلقت انسان از طین
آفرینش انسان از صلصال
خلقت انسان از نطفه
مراحل گوناگون آفرینش ادمی از آغاز تا به دنیا آمدن

### یهودی/ مسیحی
در باورهای یهودی / مسیحی در دو روایت راجع به آفرینش سخن به‌میان آمده‌است. روایت نخست در ابتدای کتاب آفرینش عهد قدیم است که در آن جا سخن از چگونگی آفرینش جهان به وسیلهٔ خداوند در طی شش روز به‌میان می‌آید. آفرینش با فرمان الهی صورت می‌پذیرد. برای مثال در نخستین روز هنگامی که خدا می‌گوید روشنائی باشد! روشنائی به‌وجود می‌آید. در روز دوم و سوم خدا آب‌ها، آسمان و خشکی را از هم جدا کرده و زمین را پر از گیاهان می‌کند. سپس نورهای آسمان را می‌آفریند تا فصول به‌وجود آیند و روشنایی بزرگ‌تر یا خورشید را حاکم بر روز و روشنایی کوچک‌تر یا ماه را حاکم بر شب می‌کند. در روز پنجم خداوند موجودات دریایی و پرندگان را می‌آفریند و به آن‌ها دستور می‌دهد تا زاد و ولد کنند. در روز ششم خدا موجودات خشکی را به‌وجود می‌آورد. انسان پس از کامل شدن تمام جهان آفریده شده‌است. انسان بر اساس تصویر خدا ساخته و بر سایر موجودات برتری داده می‌شود. سرانجام خداوند در روز هفتم به استراحت می‌پردازد و آن روز را مقدس می‌شمارد. در روایت دوم کتاب آفرینش، آفرینش انسان پس از به‌وجود آمدن آسمان و زمین ولی پیش از آفرینش سایر گیاهان و جانوران رخ می‌دهد. انسان از خاک زمین ساخته می‌شود و خداوند نفس خود را در او می‌دمد. خدا برای انسان باغ عدن را می‌سازد و در آن انواع درختان را قرار می‌دهد تا آدمی از میوه‌هایشان استفاده کند. با این وجود به انسان اجازه خوردن میوه درخت آگاهی از خوب و بد داده نمی‌شود. خدا می‌گوید که خوردن آن میوه کشنده‌است. خدا انواع جانوران را می‌آفریند تا همراه و کمک انسان باشند و آن‌ها را به نخستین مرد (آدم) می‌نمایاند. آدم آن‌ها را نام‌گذاری می‌کند ولی هیچ‌یک را یاوری به‌سزا برای خود نمی‌یابد. خدا او را به خواب می‌برد و یکی از دنده‌های او را خارج می‌کند تا از آن برای ساختن نخستین زن استفاده کند. آدم هنگامی که همسرش را می‌بیند می‌گوید:
این است استخوانی از استخوان‌هایم و گوشتی از گوشتم نام او نساً باشد، چون از انسان گرفته شده‌است. به گفته کتاب مقدس مسیحیان و یهودیان، از همین رو است که مرد به‌خاطر همسر خود از پدر و مادرش جدا می‌گردد و به همسر خود می‌پیوندد، و از آن پس، آن دو یکی می‌شوند.